# Mercedes-Benz X166
Mercedes-Benz X166 (eller Mercedes-Benz GL-klass) är en SUV som den tyska biltillverkaren Mercedes-Benz introducerade på bilutställningen i New York i april 2012.

## X166 GL-klass (2012-15)
Versioner:
| Modell    | Årsmodell | Motor                     | Cylindervolym | Effekt | Bränslesystem              | Anm.       |
| --------- | --------- | ------------------------- | ------------- | ------ | -------------------------- | ---------- |
| GL350 CDI | 2013-15   | OM642: 6-cyl V-motor DOHC | 2987 cm³      | 258 hk | Common rail turbodiesel    |            |
| GL400     | 2014-15   | M276: 6-cyl V-motor DOHC  | 2996 cm³      | 333 hk | Direktinsprutning, biturbo |            |
| GL450     | 2013-15   | M278: 8-cyl V-motor DOHC  | 4663 cm³      | 367 hk | Direktinsprutning, biturbo | USA-modell |
| GL500     | 2013-15   | M278: 8-cyl V-motor DOHC  | 4663 cm³      | 408 hk | Direktinsprutning, biturbo |            |
| GL550     | 2013-15   | M278: 8-cyl V-motor DOHC  | 4663 cm³      | 435 hk | Direktinsprutning, biturbo | USA-modell |
| GL63 AMG  | 2013-15   | M157: 8-cyl V-motor DOHC  | 5461 cm³      | 557 hk | Direktinsprutning, biturbo |            |

## X166 GLS-klass (2016-19)
I samband med uppdateringen vintern 2015 byter modellen benämning till GLS-klass.
Versioner:
| Modell      | Årsmodell | Motor                     | Cylindervolym | Effekt | Bränslesystem               |
| ----------- | --------- | ------------------------- | ------------- | ------ | --------------------------- |
| GLS350 d    | 2016-19   | OM642: 6-cyl V-motor DOHC | 2987 cm³      | 258 hk | Common rail turbodiesel     |
| GLS400      | 2016-19   | M276: 6-cyl V-motor DOHC  | 2996 cm³      | 333 hk | Direktinsprutning , biturbo |
| GLS500      | 2016-19   | M278: 8-cyl V-motor DOHC  | 4663 cm³      | 455 hk | Direktinsprutning, biturbo  |
| AMG GLS63 S | 2016-19   | M157: 8-cyl V-motor DOHC  | 5461 cm³      | 585 hk | Direktinsprutning, biturbo  |

## Bilder

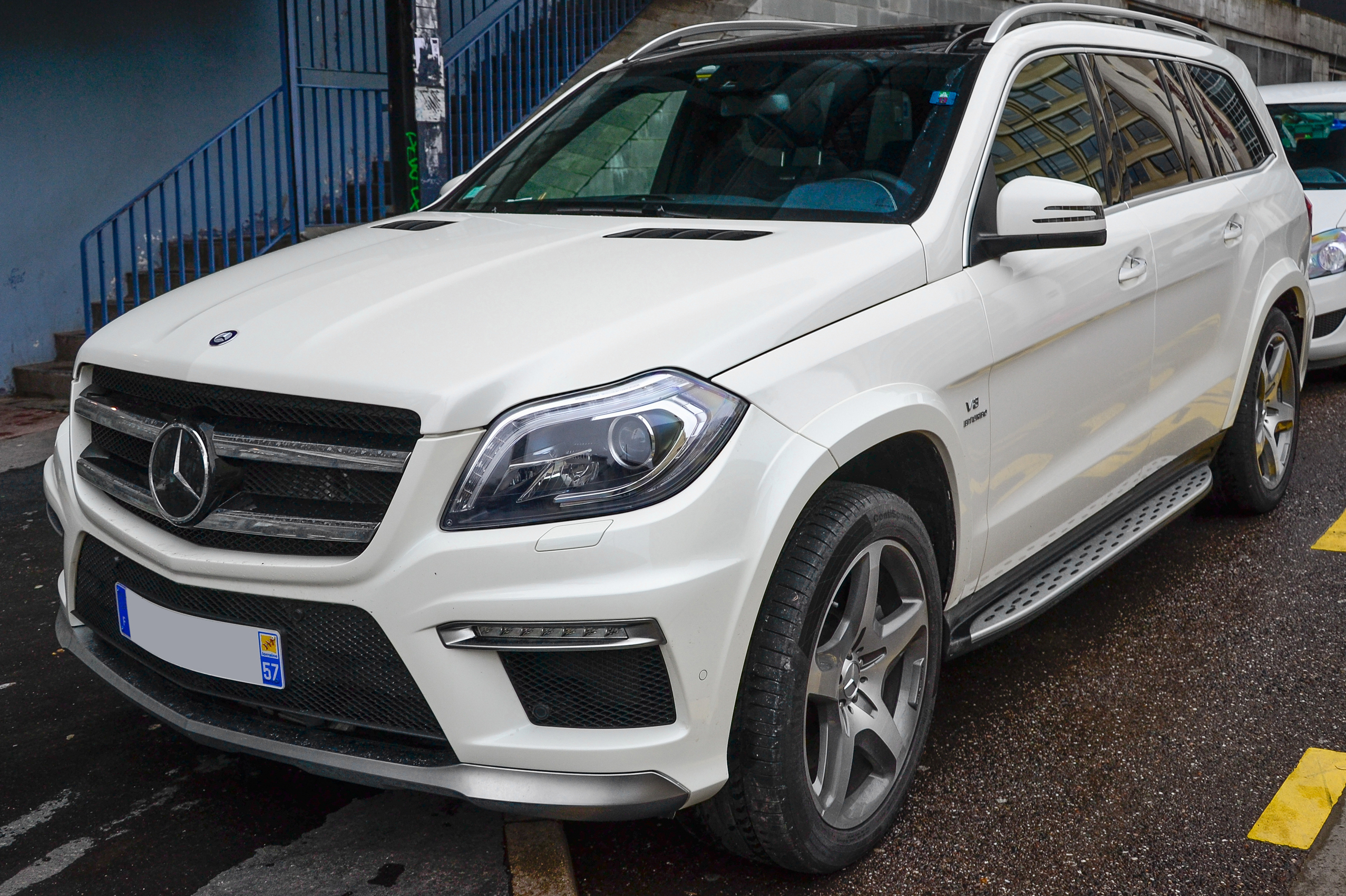
GL63  AMG
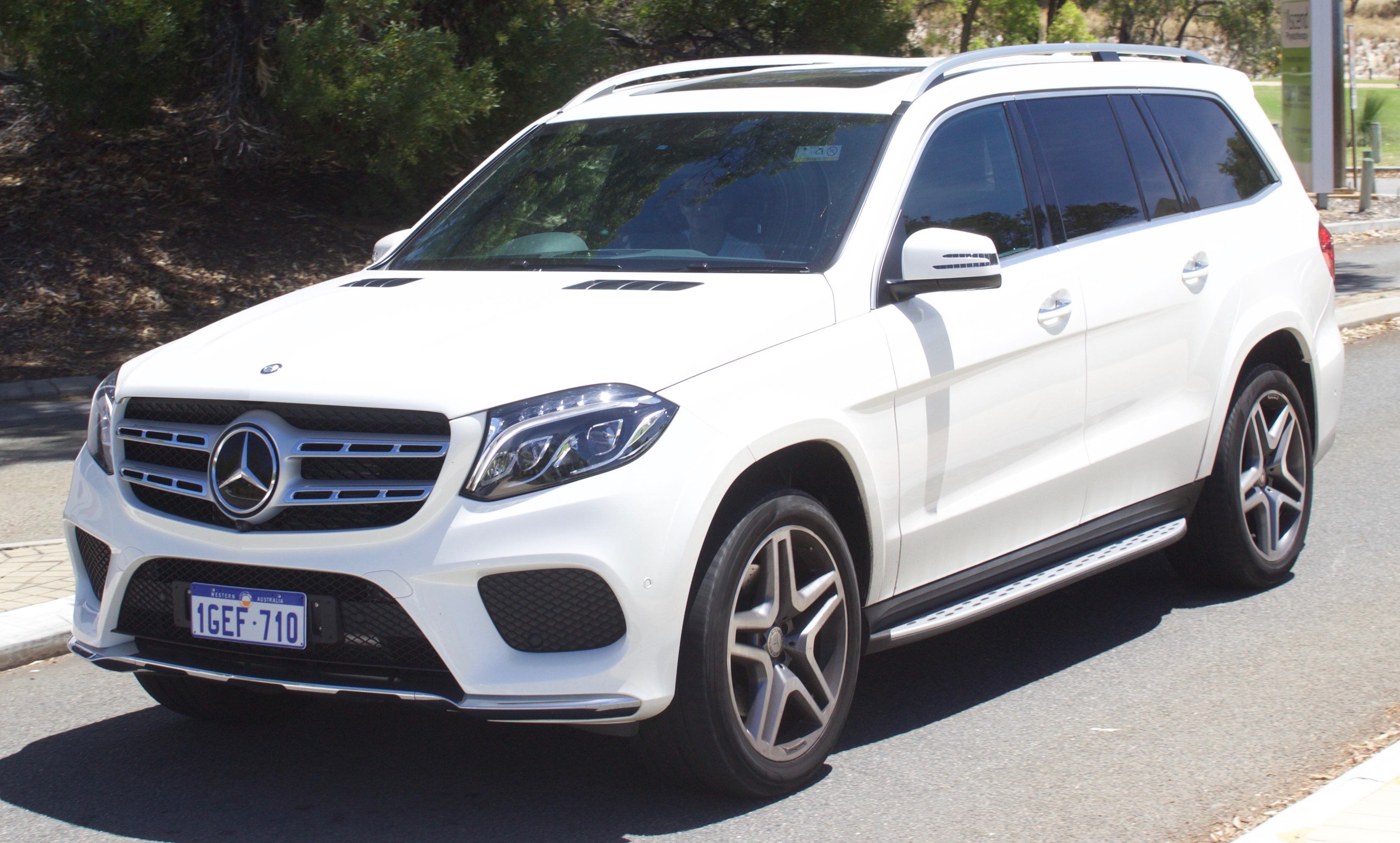
GLS-klass 2016